# پپورث اورارد
پپورث اورارد (به انگلیسی: Papworth Everard) یک روستا و محله مدنی در بریتانیا است که در کمبریج‌شر جنوبی واقع شده‌است. پپورث اورارد ۲٬۸۸۰ نفر جمعیت دارد.